# Jacob Brandsma
Jacob Brandsma (Ámsterdam, 16 de agosto de 1898-Ámsterdam, 16 de mayo de 1976) fue un deportista neerlandés que compitió en remo. Fue hermano del también remero Johannes Brandsma.
Ganó dos medallas en el Campeonato Europeo de Remo, oro en 1924 y plata en 1925.

## Palmarés internacional
| Campeonato Europeo | Campeonato Europeo     | Campeonato Europeo | Campeonato Europeo |
| Año                | Lugar                  | Medalla            | Prueba             |
| ------------------ | ---------------------- | ------------------ | ------------------ |
| 1924               | Lucerna (Suiza)        | Medalla de oro     | Cuatro con timonel |
| 1925               | Praga (Checoslovaquia) | Medalla de plata   | Cuatro sin timonel |